# Vita hästar i mytologin

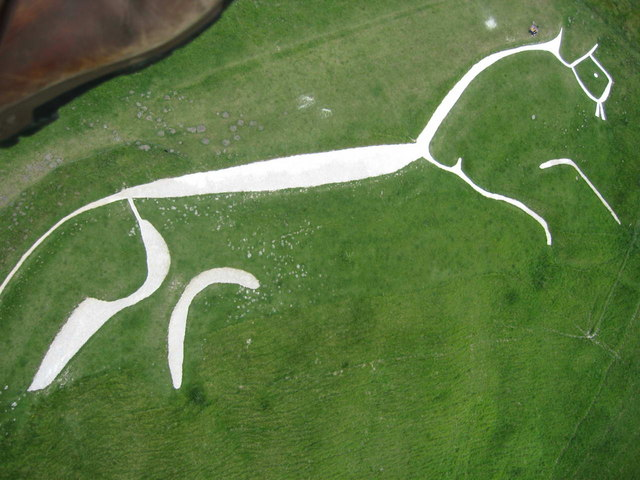
Uffington White Horse, en 3000 år gammal geoglyf i form av en hästfigur i England.

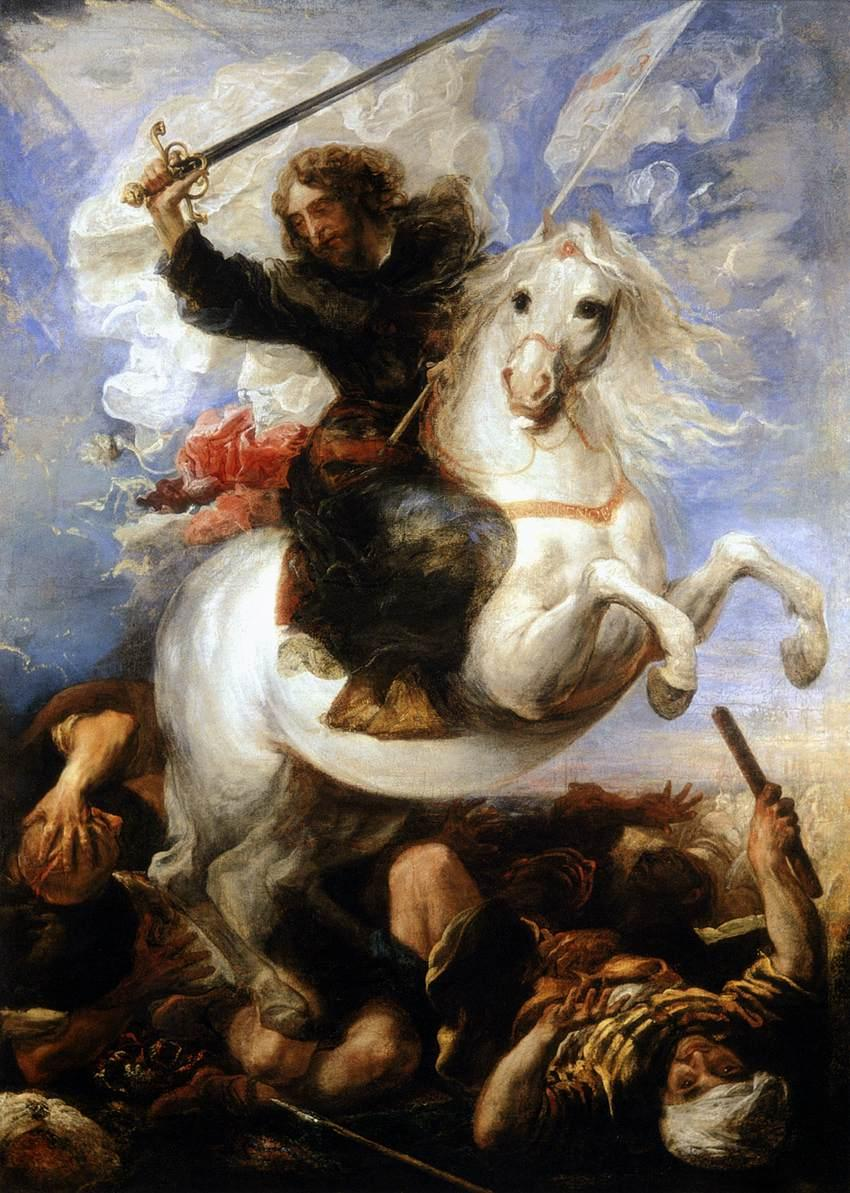
Aposteln Sankt Jakob (Santiago el Mayor) ridande på en vit häst.

Vita hästar i mytologin (vit färg är mer sällsynt än andra färger på hästar) har en speciell mytologisk betydelse i olika kulturer runt om i världen. En vit häst associeras ofta med Trundholmsvagnen (även kallad Solvagnen), med krigshjältar, med fertilitet (med uttryck i såväl ston som hingstar), eller som en frälsare vid tidens slut, men andra tolkningar finns också. Såväl verkligt vita hästar som mer vanliga skimlar identifieras som ”vita” i olika religioner och kulturella traditioner.

## Deras roll i myterna
Sedan antiken har man tillskrivit de vita hästarna exceptionella egenskaper som del i olika myter, de flyger till exempel med sina vingar över världen (som i fallet med Pegasus i den grekiska mytologin), eller har horn (som i fallet enhörning). Som en del i dessa legender kan hästen vara försedd med flera huvuden (till exempel har Uchchaihshravas i den hinduiska mytologin sju huvuden) eller åtta ben som Sleipner i den nordiska. Ibland uppträder hästen i grupp och ibland ensam. Det finns vita hästar som har förmågan att spå, som ger en varning när man närmar sig en fara.
Som en sällsynt eller framstående symbol, brukar en vit häst få hjälterollen eller vara helig eller triumfera över negativa krafter. Herodotos berättar att de vita hästarna ansågs som heliga djur vid domstolen i det Akemenidiska riket (där i Xerxes I regerade från 486 till 465 f.Kr.), medan de i andra traditioner tvärtom offras till gudarna.
I mer än en tradition rids de vita hästarna av skyddshelgon, av en världsfrälsare vid tidernas slut (som i fallet med den indiska eskatologin, den kristna och den  islamiska eskatologin), de är förknippade med solen eller en solvagn (Ossetien) eller visar sin existens genom en övernaturlig händelse, genom att stiga upp ur havet eller ur ett blixtnedslag.
Medan vissa myter är berättelser som går tillbaka till en forntida tro, är andra visionära eller metaforiska, och finns i liturgiska källor som en del av traditioner som har bevarats och fortfarande vördas.